# Transfiniet getal
Een transfiniet getal is een kardinaalgetal of ordinaalgetal dat groter dan alle eindige getallen is, maar niet noodzakelijkerwijs wat Georg Cantor noemde "absoluut oneindig". De term transfiniet werd bedacht door Cantor, die sommige van de implicaties van het woord oneindig wilde vermijden, dit in verband met die objecten die niet eindig zijn. Weinig wiskundigen schrikken heden ten dage nog terug voor het begrip oneindigheid; het is nu algemeen aanvaard gebruik om aan transfiniete kardinaal- en ordinaalgetallen als "oneindig" te refereren. De term "transfiniet" blijft echter ook in gebruik.
De transfiniete ordinalen en kardinalen vallen niet samen, zoals de eindige ordinalen en kardinalen. De eerste transfiniete ordinaal wordt aangeduid met ω; hierop volgt ω+1, ω+2, ..., ω+ω = 2ω, 3ω, 4ω, ..., ωω = ω2, ω3, ..., ωω, ...
De eerste transfiniete kardinaal is {\displaystyle \aleph _{0}} (spreek uit: alef-nul), deze is de kardinaliteit van de natuurlijke getallen, en meer in het algemeen van alle aftelbaar oneindige verzamelingen. {\displaystyle \aleph _{0}} heeft de volgende eigenschappen, voor {\displaystyle x\leq \aleph _{0}}:
- {\displaystyle \aleph _{0}+x=\aleph _{0}}
- {\displaystyle \aleph _{0}\times x=\aleph _{0}}

En, voor eindige {\displaystyle x}:
- {\displaystyle \aleph _{0}^{x}=\aleph _{0}}

Om een grotere kardinale oneindigheid dan {\displaystyle \aleph _{0}} te bereiken, moet men verheffen tot de macht {\displaystyle \aleph _{0}}:
- {\displaystyle 2^{\aleph _{0}}>\aleph _{0}}

## Betekenis
Het transfiniete getal {\displaystyle \aleph _{0}} is de kardinaliteit van de natuurlijke getallen, van de gehele getallen, van de rationale getallen en van de algebraïsche getallen.
{\displaystyle \aleph _{0}=|\mathbb {N} |=|\mathbb {Z} |=|\mathbb {Q} |=|\mathbb {A} |.}
Onder de continuümhypothese is {\displaystyle \aleph _{1}=2^{\aleph _{0}}} de kardinaliteit van de reële getallen, van de transcendente getallen, van de complexe getallen, van de punten op een rechte of een lijnstuk en ook van de punten in het heelal. Onder meer is dus:
{\displaystyle \aleph _{1}=2^{\aleph _{0}}=|\mathbb {R} |=|\mathbb {C} |}
Dan is {\displaystyle \aleph _{2}=2^{\aleph _{1}}} de kardinaliteit van de reële functies van een reële veranderlijke.
Voor {\displaystyle \aleph _{3}=2^{\aleph _{2}}} en volgende wordt interpretatie steeds lastiger.